# Arhopala adulans
Arhopala adulans är en fjärilsart som beskrevs av De Nicéville 1895. Arhopala adulans ingår i släktet Arhopala och familjen juvelvingar. Inga underarter finns listade i Catalogue of Life.